# Felix Adler

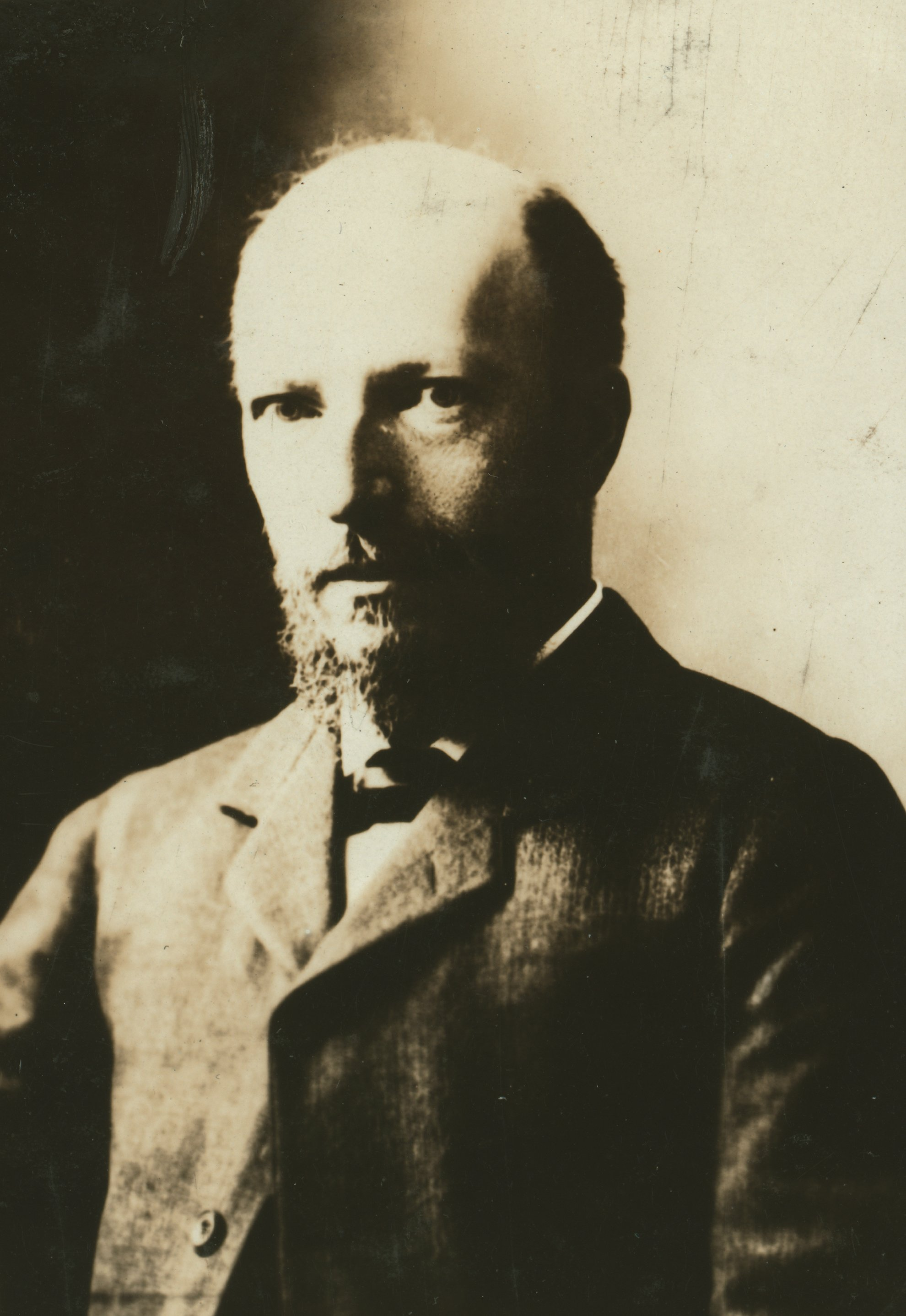
Felix Adler

Felix Adler (Alzey, 13 augustus 1851 - New York, 24 april 1933) was een Amerikaanse filosoof.
Deze op zesjarige leeftijd naar Amerika geëmigreerde Joods-Duitse sociale hervormer, was een van de oprichters van het liberaalreligieuze ‘Society for Ethical Culture’. Adlers filosofie wordt gekenmerkt door zijn actief moreel engagement met de wereld. Als sociaal hervormer was hij de oprichter van de eerste gratis kindertuin van Amerika en was hij een pionier in het verbod op kinderarbeid. Adler was ook een vroege pleitbezorger van progressieve inkomstenbelasting. Tijdens een lezingenreeks in 1880 riep hij op om de hoogste inkomens te belasten aan 100% en dus feitelijk een maximumloon in te stellen. 
Hoewel hij veel schreef en veel lezingen gaf, wordt dit niet weerspiegeld door de hoeveelheid gepubliceerd materiaal. De bekendste werken van Adler zijn ‘An Ethical Philosophy of Life’, dat een systematische uiteenzetting is van zijn ideeën, en ‘The Reconstruction of the Spiritual Ideal’, dat een verzameling is van zijn prestigieuze Hibbert-lezingen in Oxford in 1923.
- Bibsys: 6095963
- Bibliothèque nationale de France: cb10230755b (data)
- CiNii: DA01786014
- Gemeinsame Normdatei: 118643851
- International Standard Name Identifier: 0000 0001 0863 9798
- Library of Congress Control Number: n79082242
- Bibliotheek van het Japanse parlement: 00550856
- Nationale Bibliotheek van Tsjechië: uk20181003758
- Nationale bibliotheek van Australië: 35001448
- Nationale Bibliotheek van Israël: 987007257579105171
- Nederlandse Thesaurus van Auteursnamen: 071928464
- Istituto Centrale per il Catalogo Unico: UFIV127108
- SNAC: w6v69k3f
- Système universitaire de documentation: 076634248
- Trove: 784957
- Virtual International Authority File: 3264051
- WorldCat: E39PBJdRwpHkG9dfHkJMhDGj4q